# Insecte génétiquement modifié
 (février 2011).
Si vous disposez d'ouvrages ou d'articles de référence ou si vous connaissez des sites web de qualité traitant du thème abordé ici, merci de compléter l'article en donnant les références utiles à sa vérifiabilité et en les liant à la section « Notes et références ».
Un insecte génétiquement modifié est un insecte dont le patrimoine génétique a été modifié par l'Homme. Un insecte transgénique est un animal au génome duquel a été introduit, par transgenèse, un ou plusieurs gènes.
L'élevage d'insectes génétiquement modifiés peut être une solution pour contrôler des populations d'insectes qui posent un problème (qu'ils soient ravageurs ou vecteur de maladies).
Des tentatives sont faites pour par exemple essayer de rendre résistants au Plasmodium des souches de moustiques, qui ne transmettraient plus le paludisme,.

## Élevage de mâles génétiquement modifiés
À la différence de la technique d'élevage de mâles stériles, la technique de l'élevage de mâles génétiquement modifiés ne demande pas de stériliser les mâles, par exemple par irradiation.
Le but est d'insérer dans le patrimoine des insectes un gène dominant qui est létal chez les femelles.
Lorsque l'on lâche des mâles porteurs de ce gène, ils n'ont pas de descendance femelle, ce qui réduit la population de l'espèce.
Des essais controversés ont eu lieu aux îles Caïmans, puis en Malaisie et au Mexique, menés par la firme Oxitec (en) en partenariat avec la Fondation Bill Gates, avec comme objectif de réduire la prévalence de la dengue. L'Union européenne finance un projet de recherche sur le sujet, Infravec, auquel participe Oxitec.
Pour combattre la dengue, le gouvernement brésilien a décidé en 2012 de produire 4 millions de moustiques mâles transgéniques par semaine qui seront lâchés dans la nature. Ces insectes qui seront en quantité deux fois supérieure aux moustiques non transgéniques, s'accoupleront et produiront des insectes qui ne deviendront jamais adultes.
Les expériences réalisées laissent espérer une réduction de 90 % de la population de moustiques en 6 mois.